# Pettstadt

Fresque au plafond de l'église Mariae Geburt à Pettstadt.

Pettstadt est une commune de Bavière (Allemagne), située dans l'arrondissement de Bamberg, dans le district de Haute-Franconie.

## Galerie d'images

Pettstadt
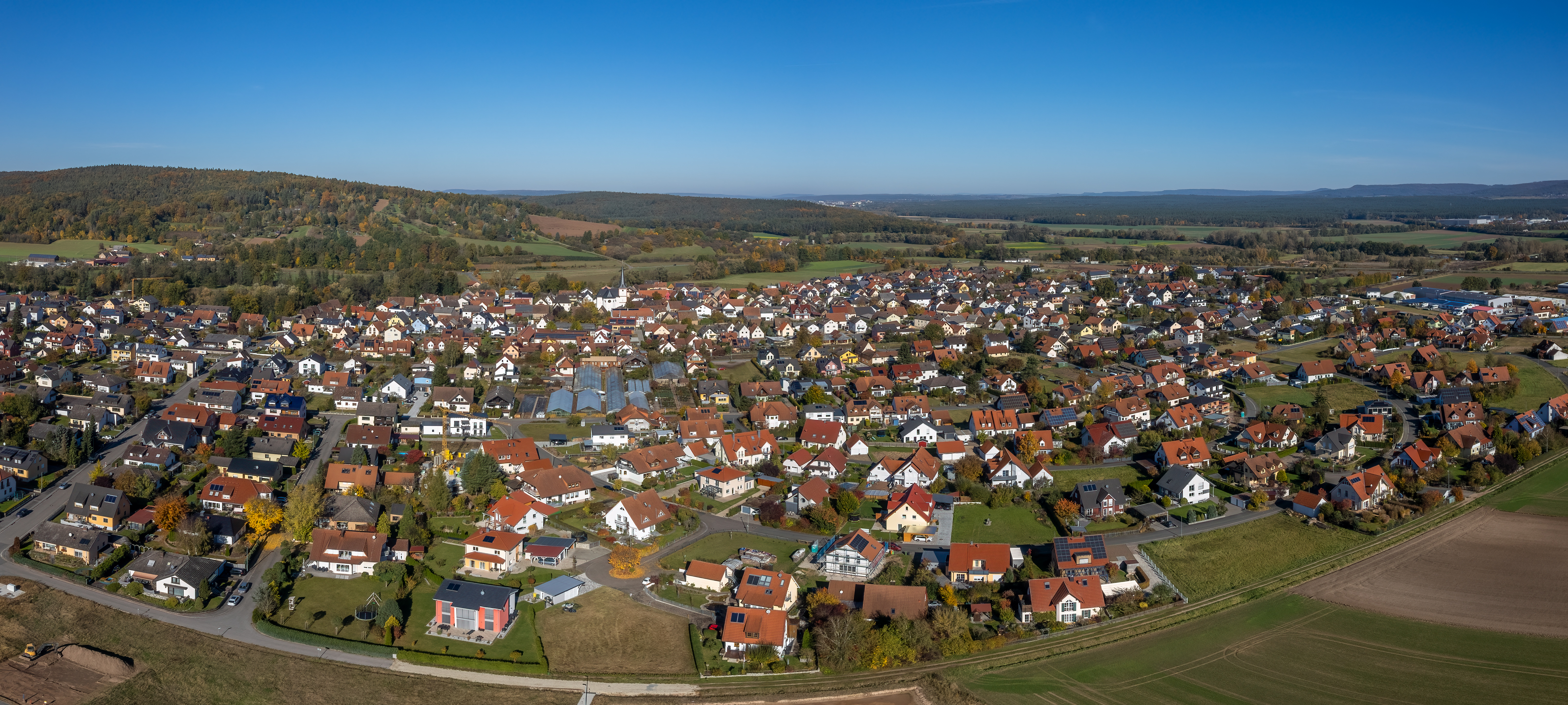
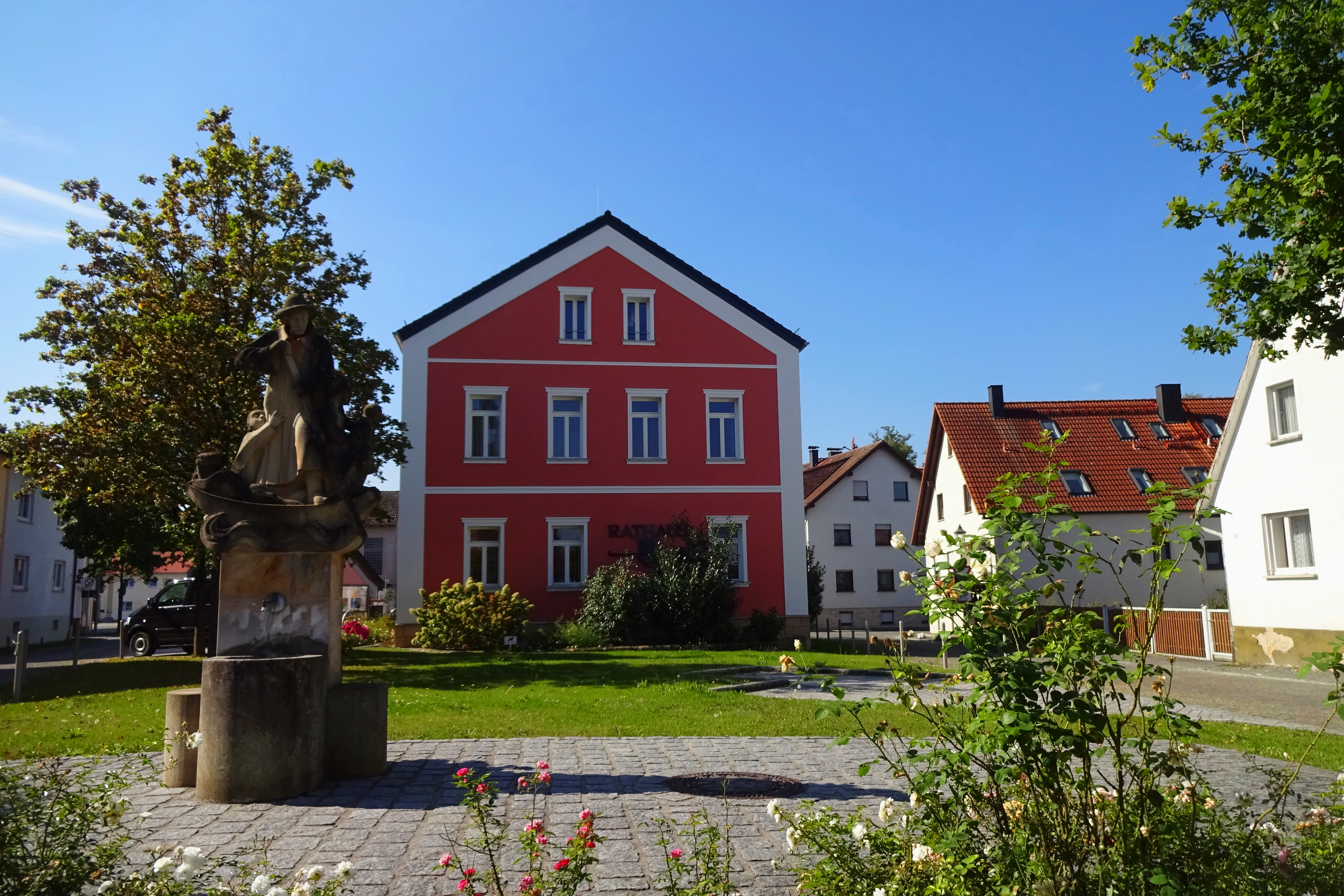
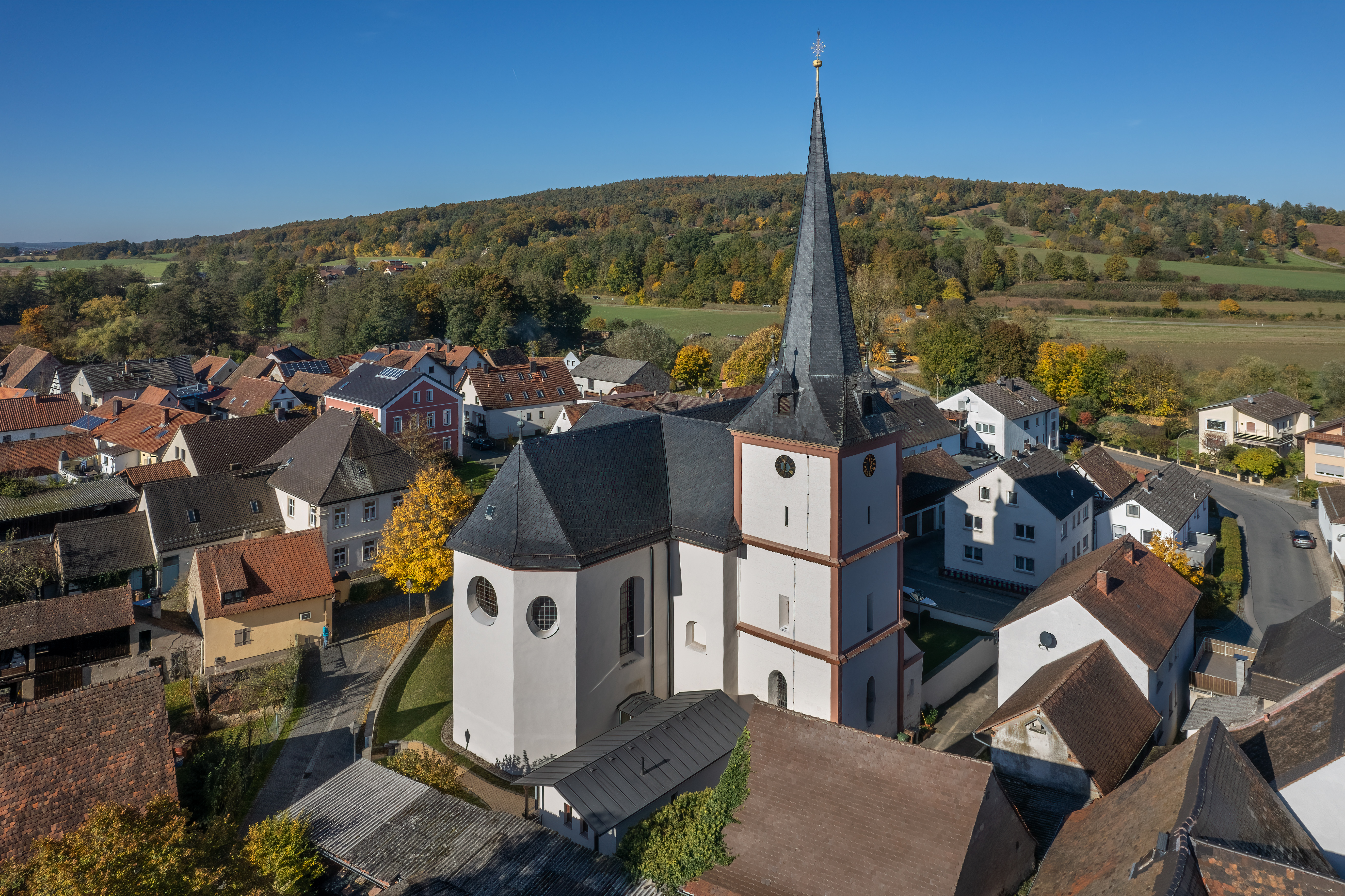
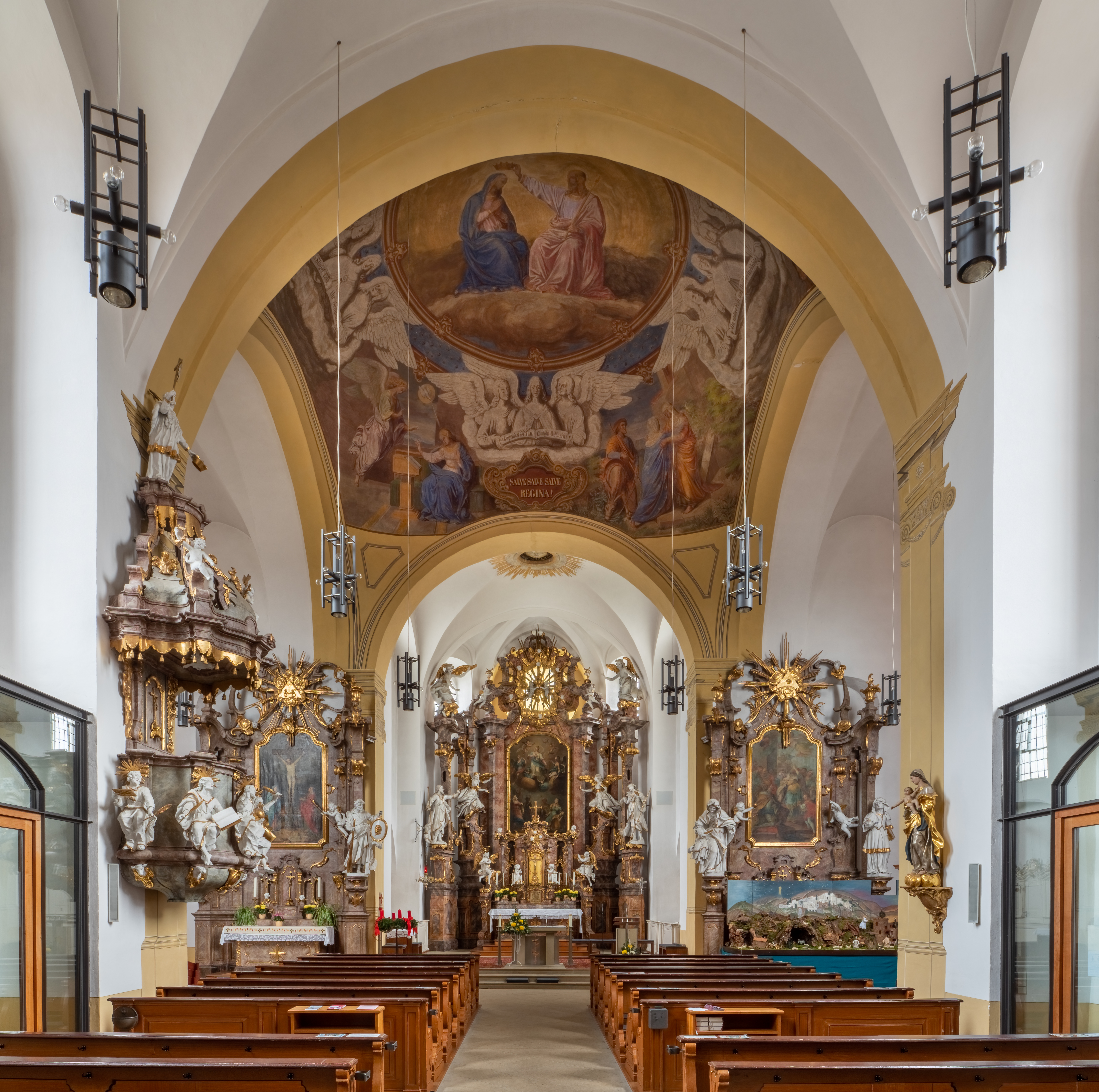
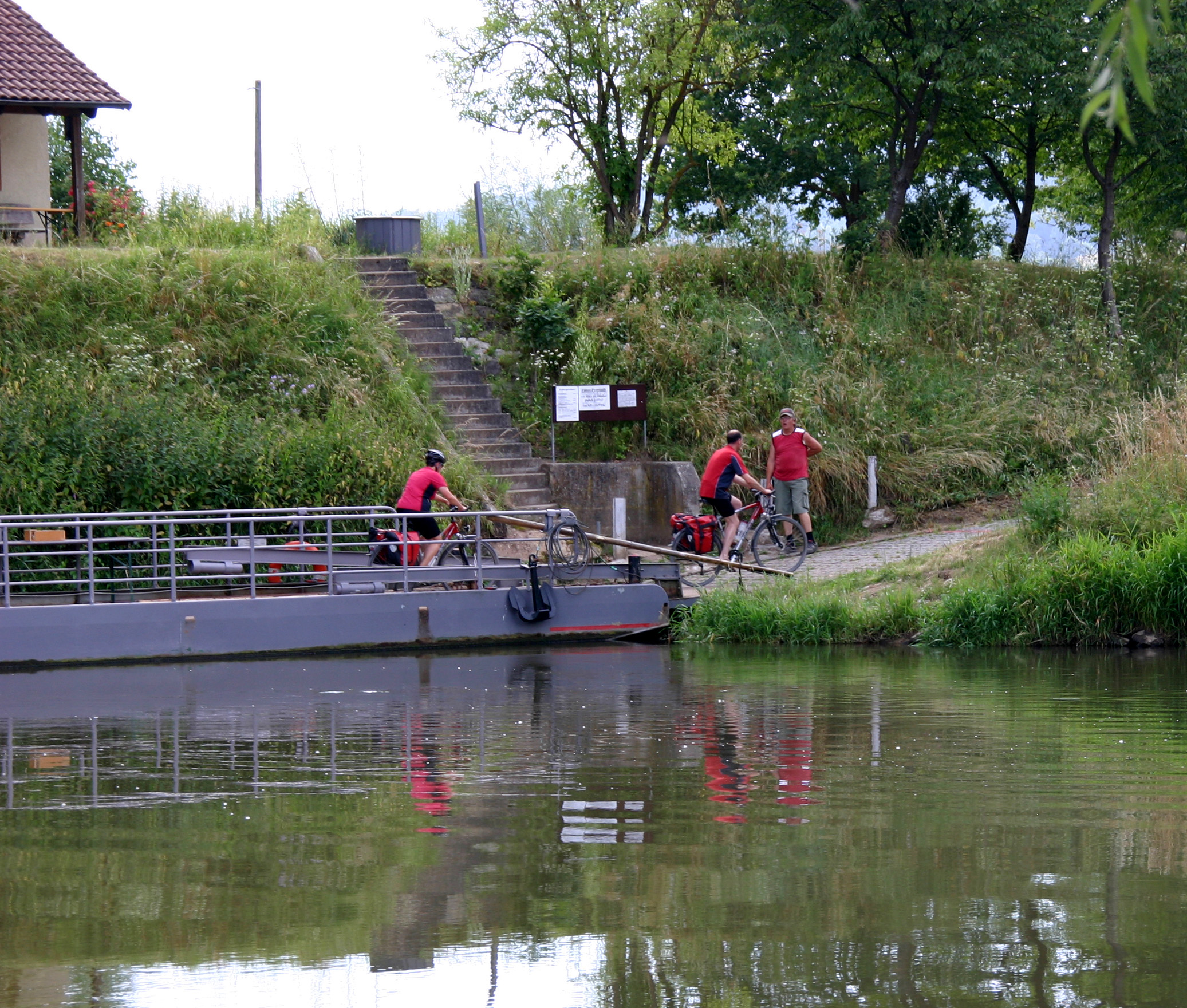
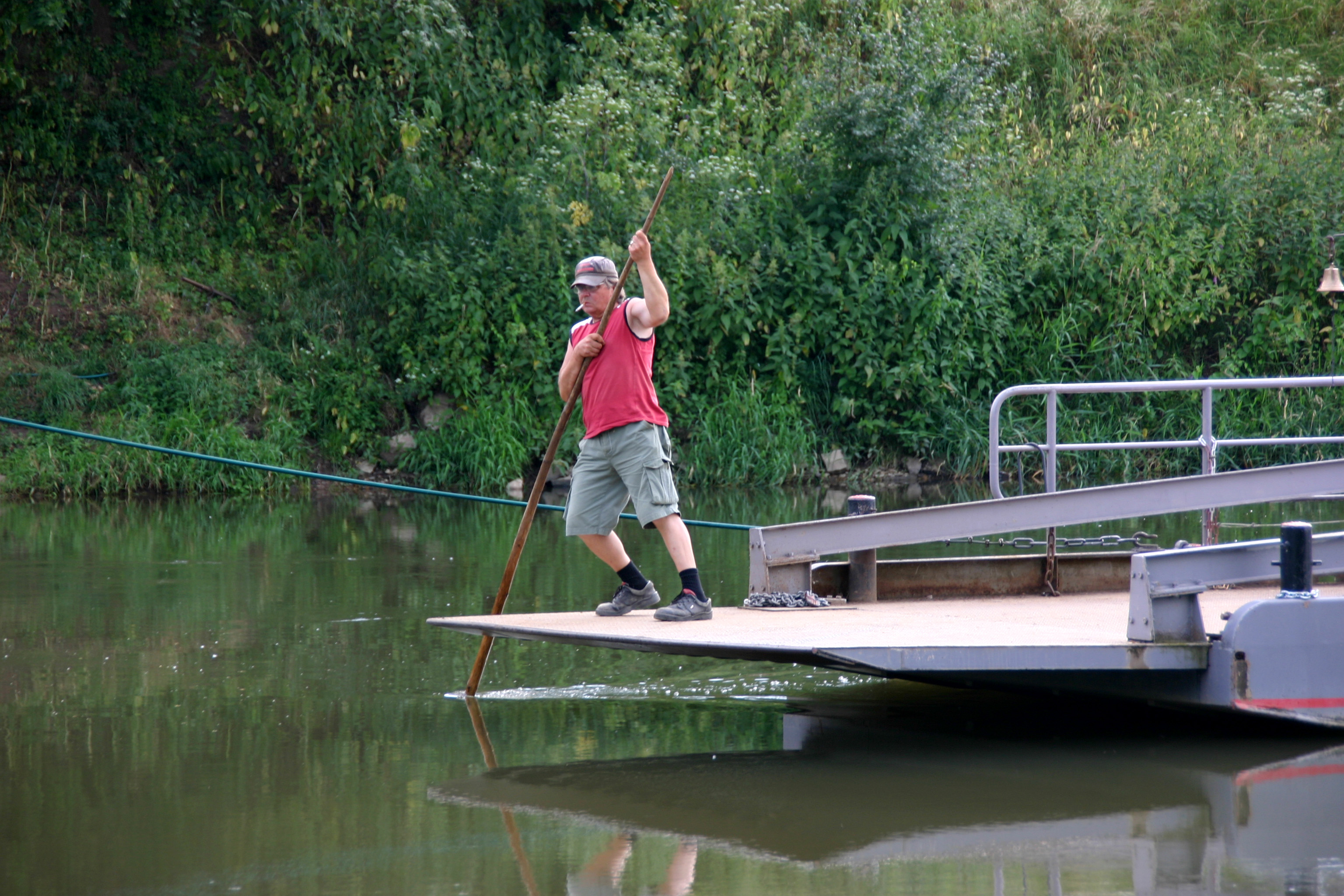
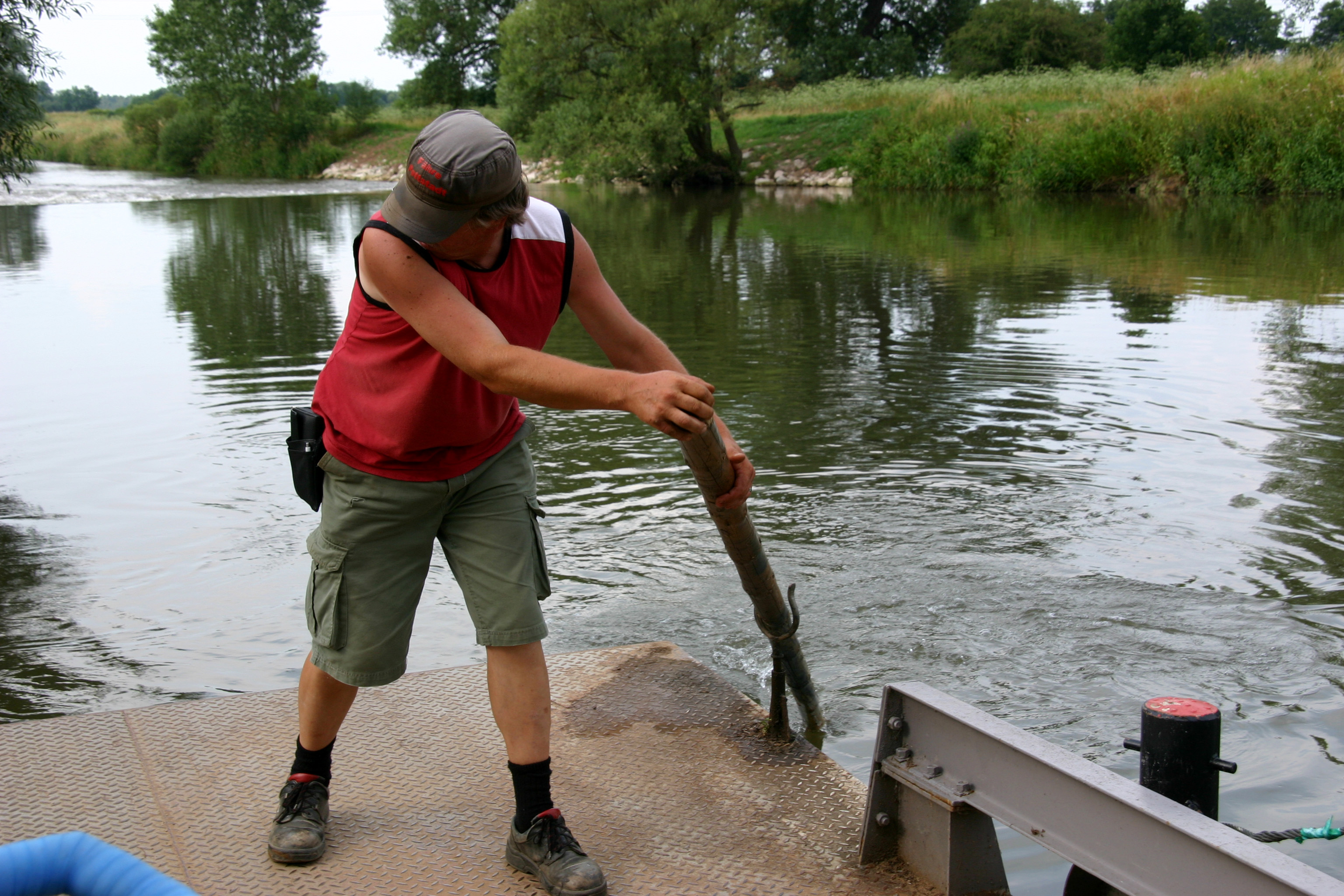